# 1374 w polityce
Wydarzenia polityczne w 1374 roku.

## Zmarli
- 6 czerwca Rinaldo Orsini, włoski kardynał[1].